# Marinerplateau
Das Marinerplateau ist eine Hochebene der Mountaineer Range im ostantarktischen Viktorialand. Das Plateau liegt südlich des Mariner- und nördlich des Gair-Gletschers.
Wissenschaftler der deutschen Expedition GANOVEX III (1982–1983) nahmen seine Benennung in Anlehnung an diejenige des gleichnamigen Gletschers vor.